# أوتاوا

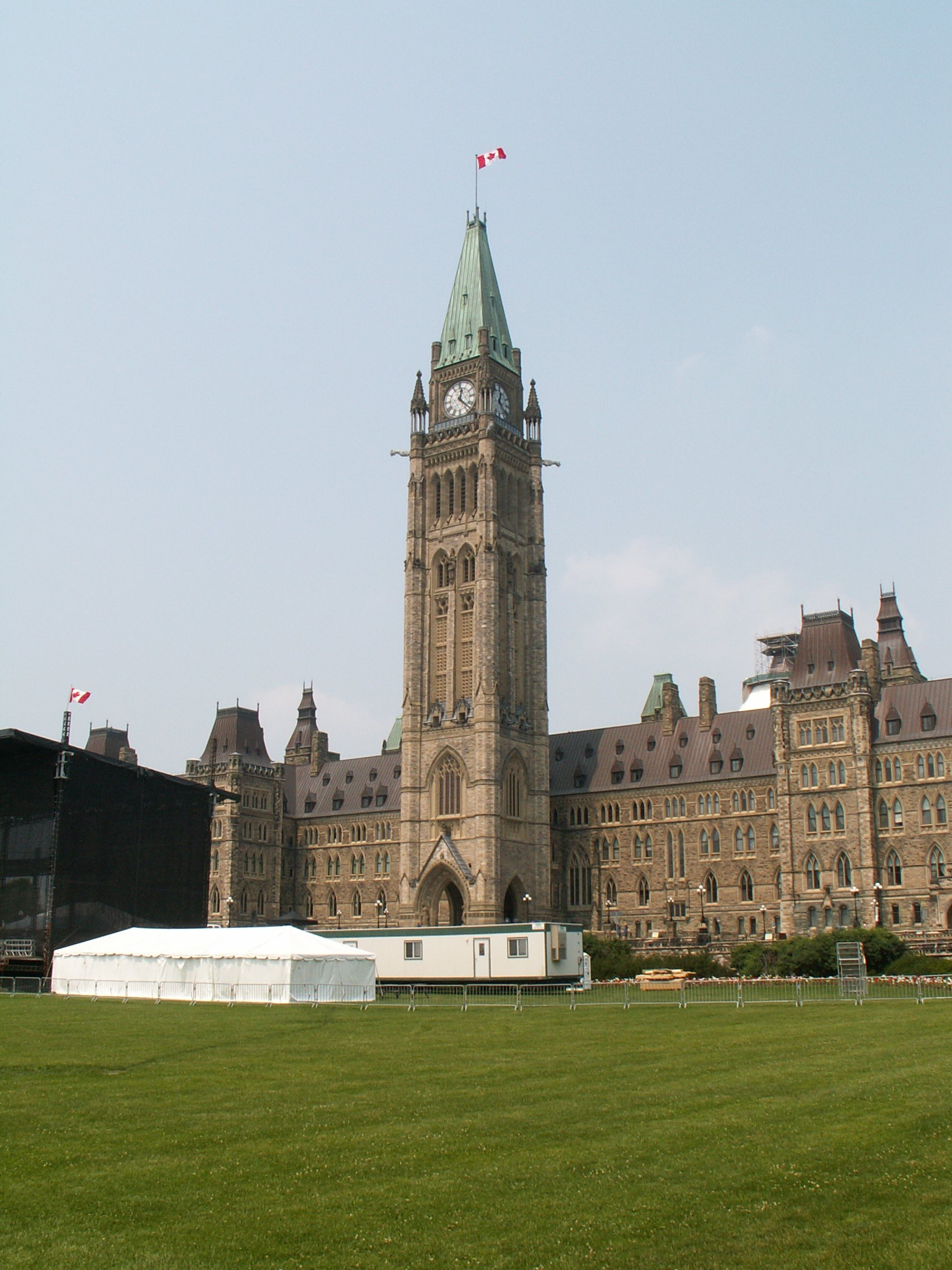
بيس تاور أو برج السلام ومبنى البرلمان أحد معالم مدينة أوتوا

أوتاوا (بالإنجليزية: Ottawa) هي العاصمة الاتحادية أو الفيدرالية لكندا، ورابع أكبر مدنها. تقع في وادي أوتاوا (بالإنجليزية: Ottawa Valley) شرق مقاطعة أونتاريو ممتدة على الضفة الجنوبية لنهر أوتوا الذي يشكل حداً طبيعياً مع مقاطعة كيبك (بالفرنسية: Quebec)، ويفصل أوتاوا عن مدينة غاتينو (بالفرنسية: Gatineau) (أو هول Hull حسب التسمية القديمة) التي تقع ضمن مقاطعة كيبك. ومن الممكن اعتبار المدينتين (أوتاوا وغاتينو) منطقة واحدة رغم انفصالهما في مقاطعتين ورغم اختلاف اللغة بينهما، إذ يتحدث أغلب أهل غاتينو الفرنسية والتي هي لغة الإقليم إلى جانب الإنجليزية كلغة رسمية ثانية، بينما يتحدث أغلب أهل أوتاوا الإنكليزية وبعضهم يتحدث الفرنسية أحياناً كلغة رسمية ثانية. أصبحت اللغة العربية مؤخرا ثالثة اللغات المتحدثة بعد الإنكليزية والفرنسية، حيث بلغ عدد المتحدثين بالعربية في أوتاوا وغاتينو 47,425 أي ما يفوق 3% من عدد السكان البالغ 1,215,735، حسب إحصاء عام 2011. ارتفع هذا العدد بشكل كبير خلال السنوات الأخيرة حيث كان قد بلغ 30,890 حسب إحصاء عام 2006.

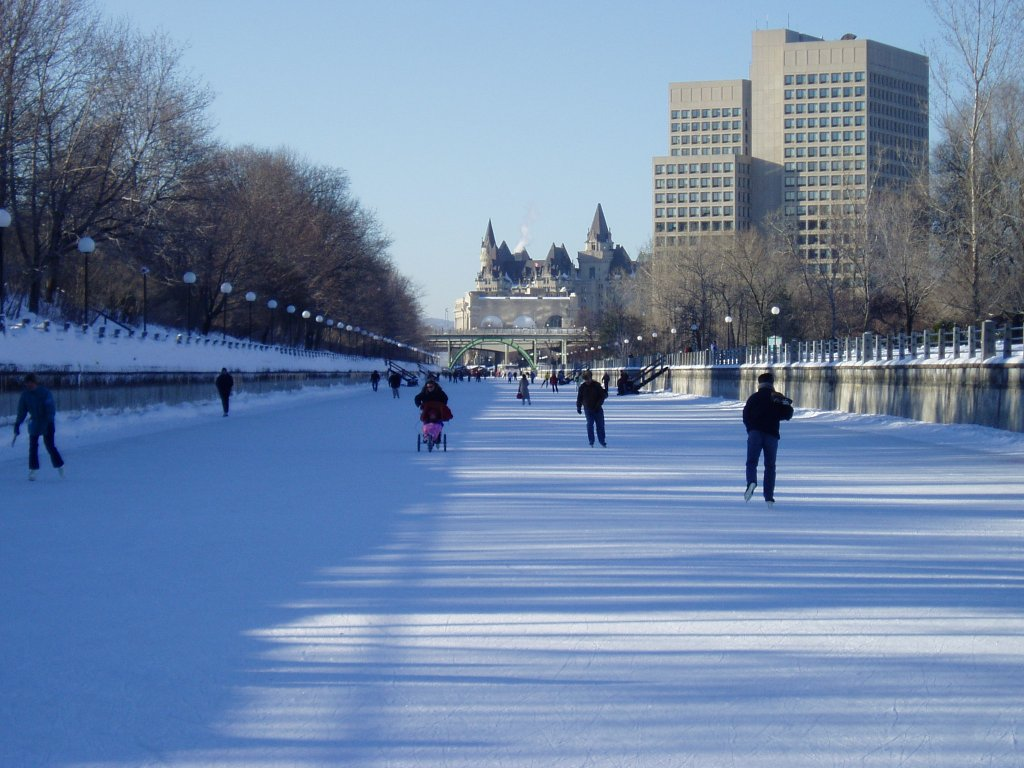
قناة الريدو شتاء

تبلغ مساحة أوتاوا 2778.64 كيلومتراً مربعاً، بينما يبلغ عدد سكان مدينة أوتاوا وحدها (دون غاتينو) 904,905 حسب إحصاء عام 2011، وهذا ما يضعها في المرتبة الرابعة بين المدن الكندية بعد تورونتو ومونتريال وفانكوفر. وفي حال احتساب أوتاوا-غاتينو مدينة واحدة فإن عدد السكان سيتجاوز المليون وربع المليون (صورة). ورغم أن أوتوا هي العاصمة السياسية والإدارية لكندا، إلا أن مدناً أخرى نالت شهرة ثقافية وتجارية أوسع كمونتريال (في مقاطعة كيبك) وتورونتو (عاصمة مقاطعة أونتاريو والتي هي أكبر المدن الكندية قاطبة) وفانكوفر (في مقاطعة كولومبيا البريطانية).
تشتمل بلدية (مدينة أوتاوا الكبرى) على عدد من المناطق البلدية أهمها كاناتا (بالإنجليزية: Kanata)، ونيبيان (بالإنجليزية: Nepean)، وغلوستر (بالإنجليزية: Gloucester)، وفانييه (بالفرنسية: Vanier)، وأورلينز (بالإنجليزية: Orleans)، وروك كليف، وغيرها. وأوتاوا مدينة هادئة (تكاد تتوقف الحركة فيها بعد منتصف الليل) وربما انفردت بين مدن العالم الغربي بانخفاض معدل الجريمة فيها، والتعايش السلمي بين مكوناتها الإثنية المتعددة، وانعدام التحيّز العنصري ضد المهاجرين غير الغربيين. وقد يداخلك شعور وأنت في شوارعها بأنك في مهرجان أممي، إذ تختلط الجاليات ببعضها ثقافياً وتجاريا واجتماعياً بانسجام تام، فلا تستغرب أن ترى في مصنع أو متجر واحد أناساً من من دول القارات المختلفة وربما من بلدان ربما لم تكن قد سمعت بها.
من معالمها الرئيسة المبنى التاريخي للبرلمان والذي يتوسطه برج السلام (بالإنجليزية: Peace Tower) وقناة الريدو (بالإنجليزية: Rideau Canal) التي تخترق المدينة من شمالها إلى جنوبها وصولاً إلى نهر أوتوا. تتجمد فيها المياه شتاءً فتصبح مكانا سياحياً للتزلج بعد أن كان منظرها الربيعيا يسرّ الناظرين. وريدو بالفرنسية تعني الستارة أو الحاجز، وقد جاءت التسمية لأن هذه القناة تم حفرها أساساً لأسباب عسكرية لصد هجوم الأعداء على المدينة. وقد أمر بإنشاء هذه القناة العقيد (الكولونيل) جون باي (بالإنجليزية: John By) مؤسس أوتوا، وتم تسمية الشارع المحاذي للقناة باسمه (شارع كولونيل باي).
رئيس بلدية أوتاوا الحالي هو جيم واطسون الذي خلف لاري أوبراين Larry O'Brien وهو بروتستانتي من حزب المحافظين، ولد عام 1949) وهو الثامن والخمسون خلفاً لـ(بوب شيرلي Bob Chiarelli وهو كاثوليكي من الحزب الليبرالي، ولد عام 1941) الذي انتهت ولايته في كانون الأول/ديسمبر 2006.

## الحياة الثقافية في أوتاوا
أوتاوا غنية بالمتاحف وصالات العرض والمسارح. من أشهر متاحفها متحف الفن الحديث المتحف الزراعي ومتحف العلوم والتقنية ومتحف التاريخ الطبيعي. يوجد في أوتاوا عدد من المسارح مثل مسرح سنتربوينت (بالإنجليزية: Centrepoint Theatre) ومركز الفن الوطني (بالإنجليزية: National Art Centre).

## التعليم
توجد ثلاث مديريات للتعليم في أوتاوا، وهي مديرية التعليم الحكومي (باللغة الإنكليزية) ومديرية التعليم الفرنسي (باللغة الفرنسية) ومديرية التعليم الكاثوليكي (باللغة الفرنسية). ويمكن للأهل أن يختاروا المديرية التي تلائم أبنائهم.
توجد في أوتاوا جامعتان هما جامعة أوتاوا (التي تدرس باللغتين الإنكليزية والفرنسية) وجامعة كارلتون إضافة إلى كليتين هما كلية ألغونكوين (بالإنجليزية: Algonquin College) و لاسيتيه كوليجيال (بالإنجليزية: La Cite Collegiale) وهذه الأخيرة تدرس باللغة الفرنسية. توجد في منطقة أوتاوا كليتان زراعيتان تتبعان جامعة غويلف.

## الطرق المواصلات
ترتبط أوتاوا بمونتريال وشرق كندا بالطريق السريع رقم 417 الذي يربط غرب كندا بشرقها مارّا بوسط أوتاوا. وترتبط المدينة بتورنتو بواسطة الطريق السريع رقم 416 الذي يتصل بالطريق السريع رقم 401، وهو الأطول والأهم والأكثر ازدحاما في أونتاريو، حيث يقطع جنوب المقاطعة من وندزر (على حدود ولاية ميشيغان الأمريكية) إلى ضواحي مونتريال في مقاطعة كيبك. تبعد أوتاوا حوالي 100 كم عن الحدود الأمريكية (مع ولاية نيويورك).
توجد في أوتاوا شبكة ممتازة من الطرق، وتقوم شركة أو سي ترانسبو (بالإنجليزية: OC Transpo) بتسيير شبكة كثيفة من الحافلات الداخلية لخدمة مناطق المدينة. يوجد في أوتاوا مطار مكدونالد-كارتييه الدولي الذي يتصل بمطارات كندية وأمريكية كثيرة وبعض المطارات الأوروبية مثل لندن وفرانكفورت. يمكن الوصول إلى أوتاوا أيضا بالقطار أو بحافلات النقل ما بين المدن.

## الرياضة
كبقية أنحاء كندا، الهوكي هي الرياضة الأكثر شعبية في أوتاوا، مع أن كرة القدم تكتسب شعبية متزايدة، وبخاصة بسبب زيادة أعداد المهاجرين الذين يفضلون هذه الرياضة على الهوكي. يوجد في أوتاوا فريق هوكي يلعب ضمن الدوري الوطني للهوكي وهو فريق أوتاوا سيناتورز، كما يوجد فريق أوتاوا 67 الذي يلعب في دوري مقاطعة أونتاريو. توجد حول أوتاوا عدة مراكز للتزلج على الثلج معظهما يقع إلى الشمال ضمن مقاطعة كيبك.